# Somogyvári Rudolf
Somogyvári Rudolf, születési nevén: Skoda Rezső (Budapest, 1916. november 30. – Budapest, 1976. szeptember 27.) kétszeres Jászai Mari-díjas magyar színművész.

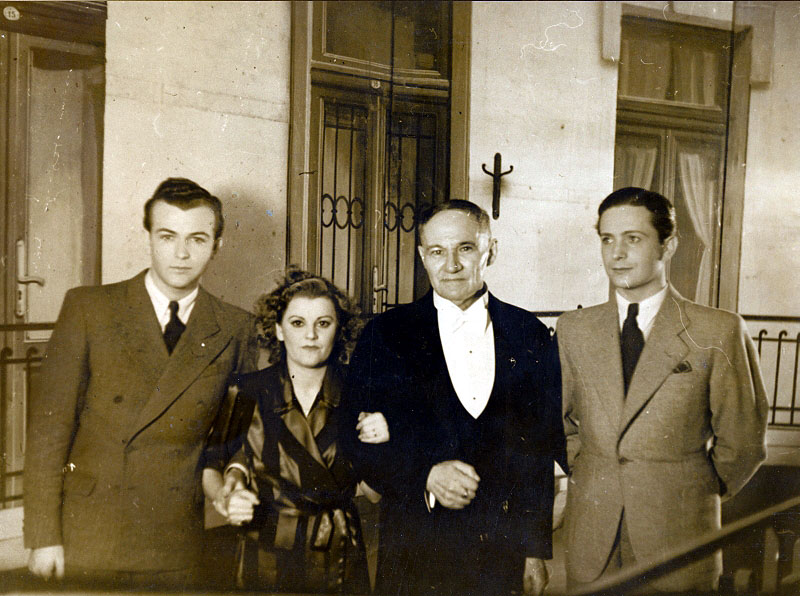
A bűvészinas. Belvárosi Színház, 1938. Somogyvári Rudolf, Turay Ida, Hevesi Sándor (a szerző), Szilassy László a bemutató után

## Életpályája
Édesapja Skoda Rudolf (1881–1955) katonatiszt, édesanyja Ott Terézia (1888–1969). Nagyapja Skoda Ferenc császári és királyi tábornok. Két testvére volt: Egon és Mariann. Már gyermekkorában jól rajzolt, festőművésznek készült. Gimnáziumi évei során rendszeresen sportolt.
Sokat sportoltam. Eveztem, úsztam, sőt az ökölvívást addig folytattam, amíg egy napon a felismerhetetlenségig összeverve, édesanyám alig ismert meg.
1937-ben elvégezte az Országos Színészegyesület Színészképző iskoláját, ezután vette fel a Somogyvári Rudolf nevet. 1938–1940 között a Magyar Színház tagja volt. Első jelentősebb szerepét Zilahy Lajos A szűz és a gödölye című darabjában kapta. Miskolcon játszották az ősbemutatót, ahol Somogyvári hamar népszerű lett, a budapesti premier alkalmával pedig már városszerte ünnepelték. Mindig elegáns megjelenése hamar meghódította a nézőket. 1940–1942 között vidéki színházak tagja volt.
1942-től rövid ideig az Andrássy úti Színházban játszott, közben behívták katonának. 1945-ben hadifogságba esett. Baskíriába vitték, onnan a kijevi nagytábor lakója lett, „a napsütötte Szovjetunióban”, ahogy később maga mesélte. A lágerben tábori színjátszó kört alakított, amelynek vezetője, „díszlet- és jelmeztervezője” lett. „Isten küldte Őt közénk”, mondták volt fogolytársai, hogy a szenvedések idejére életet vigyen a táborlakóknak.
1949-től a Vidám, az Úttörő és a Petőfi színházak tagja volt. 1956–1960 között az 1956-os hozzáállásáért száműzték a budapesti színházakból. A Szolnoki Szigligeti Színházba helyezték, a „színészek büntetőszázadába”, ráadásul rokonságba keverték Somogyváry Gyula íróval, akit az akkori kultúrpolitika szélsőjobboldalinak tartott, emiatt is meghurcolták. Legjobb barátja a szintén szolnoki „száműzetésben” élő Mensáros László volt. 1963–1969 között a Thália Színház tagja, majd 1969–1976 között a Vígszínház tagja lett.

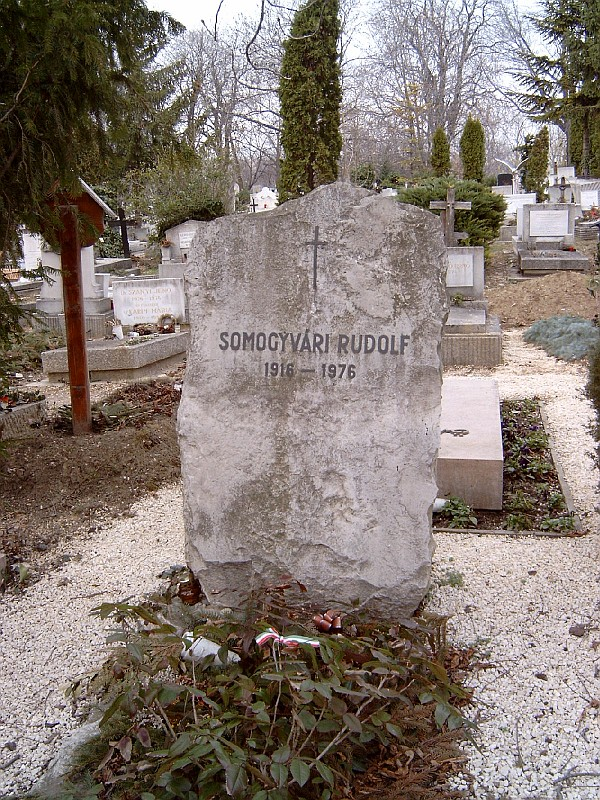
Somogyvári Rudolf sírja Budapesten. Farkasréti temető: 25-1-31.

Markáns hangszíne révén keresett szinkronszínész volt. A Magyar Televízióban 1968-ban bemutatott Őrjárat a kozmoszban – Az Orion űrhajó fantasztikus kalandjai című német tévésorozat eredeti szinkronváltozatában Villa ezredes, állambiztonsági főnök (Friedrich Joloff) az ő hangján szólalt meg.
1976 nyarán megbetegedett, kórházba került. Az orvosok csontszarkóma  betegséget állapítottak meg nála. Műtétek sora sem tudta megmenteni, szeptember végén eltávozott az élők világából. Halálát követően jelent meg az LGT-nek az emléke előtt tisztelgő Elkésett dal (S. R. emlékére) című dala, amely a Zene – Mindenki másképp csinálja című lemezen jelent meg, és Presser Gábor Szent István körút 14. című musicaljében is helyet kapott.

### Magánélete
Kétszer nősült, két gyermeke született: Krisztina és Péter.
Gyermekkori vágyát csak részben valósíthatta meg: magának rajzolt. Rajzolt a próbák alatt, a büfében, színképeket tervezett, melyeknek eddig csak elenyésző hányada láthatott napvilágot. Csak a színpadon érezte jól magát.
Lemegy a függöny, és az ember mehet vissza az életbe félni.

## Főbb szerepei

### Színház
A Színházi adattárban regisztrált bemutatóinak száma: 103, ugyanitt százharminchárom fényképfelvétel őrzi emlékét.
- Babel: Alkony (Benya Krik)
- Babel: Mária (Dimsic)
- Bahr: Joséphine (a fiatal Napoleon)
- Csurka István: Eredeti helyszín (Böröcker)
- Frisch: Andorra (tanító)
- Goethe: Tasso (Antonio)
- Gorkij: Barbárok (Ciganov)
- Gyurkovics Tibor: Az öreg (Kelemen)
- Gyurkovics Tibor: Nagyvizit (Cziegler)
- Victor Hugo: Ruy Blas (címszerep)
- Jókai Mór: A kőszívű ember fiai (Baradlay Jenő)
- Maugham: Színház (igazgató)
- Molnár Ferenc: Játék a kastélyban (Almády)
- Móricz Zsigmond: Csibe (gróf)
- Mrożek: Károly (nagypapa)
- Mrożek: Nyílt tengeren (hajótörött)
- O’Neill: Eljő a jeges (Cecil Lewis)
- Örkény István: Tóték (őrnagy)
- Petőfi Sándor: Tigris és hiéna (II. Béla)
- Rostand: A sasfiók (címszerep)
- Sartre: Az ördög és a jóisten (Heinrich)
- Schiller: Don Carlos (címszerep)
- Shakespeare: II. Richárd (címszerep)
- Shakespeare: Hamlet (címszerep)
- Shakespeare: Antonius és Cleopatra (Agrippa)
- Tolsztoj: Kreutzer szonáta (Pozdvicsev)
- Zilahy Lajos: A szűz és a gödölye (Sándorka)

### Film
- A kőszívű ember fiai (1937)
- Két fogoly (1937)
- Viki (1937)
- Pénz áll a házhoz (1939)
- Lelki klinika (1941)
- A harag napja (1953)
- Föltámadott a tenger (1953)
- Rákóczi hadnagya (1953)
- Fel a fejjel (1954)
- Budapesti tavasz (1955)
- Gázolás (1955)
- Különös ismertetőjel (1955)
- A csodacsatár (1956)
- Hannibál tanár úr (1956)
- Szakadék (1956)
- Csigalépcső (1957)
- Sorompó (1959)
- Fény a redőny mögött (1964)
- A kőszívű ember fiai (1964)
- Szegénylegények (1965)
- Fiúk a térről (1967)
- Egy szerelem három éjszakája (1967)
- Sellő a pecsétgyűrűn (1967)
- Ninocska, avagy azok az átkozott férfiak (1967) –Trubnyikov/házigazda
- Egri csillagok (1968) – Hegedűs István
- Holdudvar (1969)
- Történelmi magánügyek (1969)
- Az ember tragédiája (1969)
- Őrjárat az égen (1970)
- Mérsékelt égöv (1970)
- Üvegkalitka (1970)
- Egy óra múlva itt vagyok… (1971)
- Széchenyi meggyilkoltatása (1971)
- Villa a Lidon (1971)
- Fuss, hogy utolérjenek! (1972)
- Bob herceg (1972) – Lancaster kapitány
- A magyar ugaron (1972)
- Emberrablás magyar módra (1972)
- Pirx kalandjai (1972)
- Sólyom a sasfészekben (1973)
- Csínom Palkó (1973)
- Gőzfürdő (1973)
- Szeptember végén (1973)
- Lyuk az életrajzon (1973)
- ...és mégis mozog a Föld (1973)
- Zrínyi (1973)
- III. Béla (1974)
- Gulliver a törpék országában (1974)
- Pokol - Inferno (1974)
- Bach Arnstadtban (1975)
- Őszi versenyek (1975)
- Gilgames (1975)
- Felelet (1975)
- Csontváry (1975)
- Kopjások (1975)
- Vállald önmagadat (1975)
- Kántor (1976)
- Köznapi legenda (1976) -Ügyész hangja
- Fekete gyémántok (1976) – Sondershein báró, a tőzsdekirály
- Volt egyszer egy színház (1976)
- A zöld köves gyűrű (1976)

### Rajzfilm
- MZ/X hangja (Mézga család, 1968–1969)

## Szinkronszerepei
- Krisztina királynő (1933) – X. Károly Gusztáv király hangja
- Van, aki forrón szereti (1970) – Spats Colombo magyar hangja

## Hangjáték, Rádió
- Vera Ketlinszkaja: Az ifjú város (1949)
- Dékány András: A verbunkos cigány (1950)
- Erskine Caldwell: Embervadászat (1950)
- Móricz Zsigmond: Rokonok (1950)
- Sinclair Lewis: Dr. Arrowsmith (1954)
- Kovács János: Heine - emlékezés a költőre (1956)
- Gerelyes Endre: Vesd le még a bőröd is (1964)
- William Shakespeare: II.Richárd (1964)
- Wlodzimierz Odojewski: Táncóra (1964)
- Bertold Brecht: Dobszó az éjszakában (1965)
- Bokor Péter: Elloptak egy Nobel-díjat (1965)
- Mándy Iván: Rajzold fel Kávés Katicát! (1965)
- Lope de Vega: Hej Madrid, Madrid! (1966)
- Janusz Krasinski: Sztriptíz (1967)
- Mihail Solohov: Csendes Don (1967)
- Vészi Endre: Passzív állomány (1967)
- Dygat, Stanislaw: A Bodeni tó (1968)
- Gergely Sándor: Vitézek és hősök (1968)
- Kozmac-Mejak: Tantadruj (1968)
- Somerset Maugham: Mr. Mindentudó (1968)
- Bodelsen, Anders: Előléptetés (1969)
- F. Rácz Kálmán: Narancs az ágyon (1969)
- Jókai Mór: Erdély aranykora (1969)
- Hilda Lawrence: Sárga kesztyűk (1970)
- Homérosz: Odüsszeia (1970)
- Hubay Miklós: Magnificat (1970)
- Alexandre Dumas: A három testőr (1971)
- Somogyi Tóth Sándor: Tigris vagy birka (1971)
- Sőtér István: Eötvös József élete és művészete (1971)
- Indro Montanelli: Della Rovere tábornok (1972)
- Takács Tibor: Erdély köpönyegében (1972)
- Alfred Döblin: Berlin-Alexanderplatz (1973)
- Hegedűs Géza: A szépséges Meluzina (1973)
- Henry Kane: Peter Chambers egy napja (1973)
- Karinthy Frigyes: E korban, melynek mérlege hamis (1973)
- Verne, Jules: Várkastély a Kárpátokban (1973)
- Karinthy Frigyes: Hannibál és társai (1974)
- Victor Hugo: 1793 (1974)
- Jókai Mór: Az új földesúr (1975)
- Kopányi György: Mindenki tűzoltó (1975)
- Eduard Fiker: A halott nem azonos (1976)
- Raszkolnyikov - Jelenetek Dosztojevszkij Bűn és bűnhődés című regényéből (1976)

## Kitüntetései
- Jászai Mari-díj (1956, 1968)
- Ajtay Andor-emlékdíj (1976)